# Grammy Award alla migliore interpretazione di musica africana
Il Grammy Award alla miglior interpretazione di musica africana (Best African Music Performance) è un premio Grammy istituito nel 2024, con l'intento di premiare la musica africana di qualità.
Il premio è stato presentato per la prima volta in occasione della 66ª edizione, tenutasi il 4 febbraio 2024 presso la Crypto.com Arena di Los Angeles. Il premio, considerando i criteri di ammissibilità e di assegnazione, è simile a quello per la migliore interpretazione musicale internazionale, ed è stato aggiunto all'interno della categoria Latina, Internazionale, musica Africana, Reggae e New Age. La Recording Academy ha annunciato il nuovo premio nel giugno 2023, dichiarando che "il premio riconoscerà tutte le registrazioni che utilizzano expressioni uniche locali dei vari Stati del continente africano, evidenziando le melodie regionali, l'armonia e il ritmo delle tradizioni musicali". Il premio è stato pensato per onorare il genere afropop, ma non si limita solamente a questo.
Water, della cantante sudafricana Tyla, è stata la prima canzone ad aggiudicarsi il premio.

## Vincitori e candidati

### Anni 2020
- 2024[7][8]
  - Tyla - Water
  - Asake e Olamide - Amapiano
  - Burna Boy - City Boys
  - Davido feat. Musa Keys - Unavailable
  - Ayra Starr - Rush
- 2025[9][10]
  - Tems - Love Me JeJe
  - Yemi Alade - Tomorrow
  - Asake & Wizkid - MMS
  - Chris Brown feat. Davido & Lojay - Sensational
  - Burna Boy - Higher